# Romanov (cheval)
Pour les articles homonymes, voir Romanov (homonymie).
Romanov (né le 3 mai 1998) est un étalon de saut d'obstacles alezan, inscrit au stud-book du KWPN. Ce fils de Heartbreaker est monté par les cavaliers irlandais Billy Twomey et Bertram Allen.

## Histoire

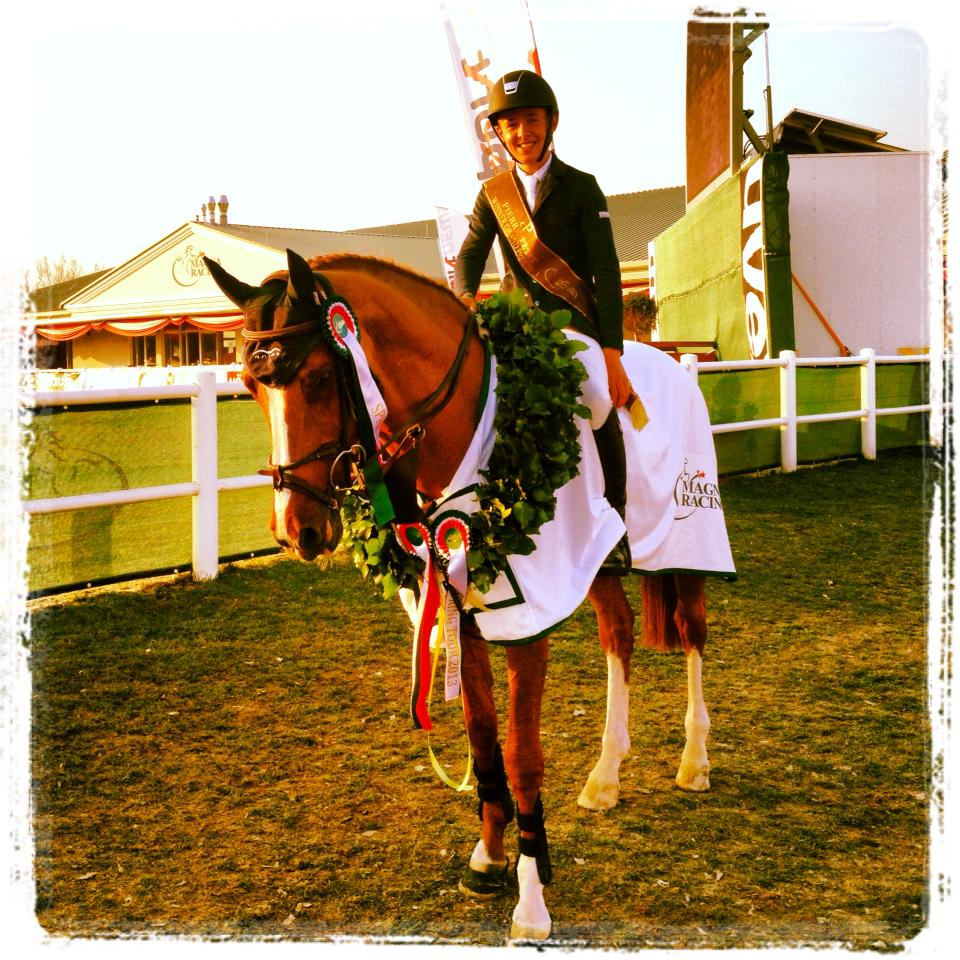
Bertram Allen et Romanov en 2016 en 2016.

Il naît le 3 mai 1998 à l'élevage de Gbr. Bosch, à Luttenberg aux Pays-Bas. Il appartient à la famille Allen.
Il débute avec Philip Spivey, qui le hisse au niveau des Grands Prix à 1,60 m entre 2006 et 2010. Les deux années suivantes, Romanov est confié à Billy Twomey qui décroche avec lui la Coupe des Nations à la Baule en 2011. En 2013, Bertram Allen le récupère et durant trois ans, décroche avec lui l'étape Global Champions Tour de Paris ainsi que de nombreuses autres épreuves. La mise de Romanov à la retraite sportive est annoncée en 2017, pour ses 19 ans, après une carrière sportive exceptionnellement longue.

## Description
Romanov est un étalon de robe alezan, inscrit au stud-book du KWPN. Il présente une arrière-main puissante et un jarret solide. Considéré comme élégant et moderne dans son profil,, son encolure est musclée, très bien sortie, bien greffée et bien orientée ; ses tendons sont très secs. Son garrot et sa croupe sont très longs.

## Palmarès
Il se place 32e du classement mondial des chevaux d'obstacle de la WBFSH, établi en octobre 2015.
- Avril 2016 : Second de l'étape Global Champions Tour CSI5* d'Anvers à 1,50 m-1,55 m[1].
- Mars 2016 : vainqueur du Prix Hermès Sellier au Grand Palais à Paris, à 1,50 m[1].
- 2015 : Vainqueur du Grand Prix Coupe du monde du Jumping international de Bordeaux[5]

## Origines
Romanov est un fils de l'étalon KWPN Heartbreaker et de la jument Narzisse, par Fedor, ce qui en fait un petit-fils de Darco côté maternel.

## Descendance
Romanov est approuvé en KWPN, et dans le stud-book Selle français, en France, depuis 2017.